# 斯德哥爾摩鎮區 (明尼蘇達州賴特縣)
斯德哥爾摩鎮區（英語：Stockholm Township）是位於美國明尼蘇達州賴特縣的一個行政鎮區。

## 歷史
斯德哥爾摩鎮區於1868年設立，得名自大部份早期定居者的故鄉，瑞典首都斯德哥爾摩。

## 地方資料
斯德哥爾摩鎮區的面積為92.25平方千米，當中陸地面積為90.04平方千米，而水域面積為2.21平方千米。根據2020年美國人口普查的數據，當地共有人口986人，而人口密度為每平方千米10.69人。